# Cornelis van der Merwe
Pour les articles homonymes, voir Van der Merwe.
Cornelius Visser (Nak) van der Merwe (né à Fauresmith en 1921 et mort le 26 avril 1985) est un homme politique sud-africain, membre du parti national, député de la circonscription de Fauresmith (1966-1979) puis de Bethlehem (1981-1985). Chef du parti national dans la province de l'état libre d'Orange (1980-1985), il est ministre de l'Eau, des Forêts (1981-1982) et ministre de l'Environnement (1981-1983) ainsi que ministre de la Santé et des Affaires sociales (1982-1984) dans les gouvernements du Premier ministre puis président Pieter Botha.
Né dans l'État libre d'Orange, à Fauresmith, il fait ses études au collège universitaire de Bloemfontein puis à l'université de Pretoria. Marié en 1948, élu député de Fauresmith en 1966, administrateur de l'État libre d'Orange (1979-1980), il entre au gouvernement sud-africain en 1980 en tant que ministre de l'Environnement. Un peu plus de deux ans plus tard, il est chargé de la santé et des affaires sociales.
En 1984, Pieter Botha le nomme ministre de la santé et des affaires sociales à la chambre de l'assemblée du nouveau parlement tricaméral, et président du conseil des ministres de la chambre de l'assemblée
Le 17 août 1984, il est victime d'une attaque cardiaque dont il se remet mais moins d'un an plus tard, le 26 avril 1985, il meurt dans son sommeil.

## Sources
- Nécrologie, SA Medical Journal, volume 67, 11 mai 1985, p. 745